# Stalldorf
Stalldorf ist eine Gemeindeteil der Gemeinde Riedenheim im unterfränkischen Landkreis Würzburg in Bayern.

## Geografische Lage
Das Pfarrdorf Stalldorf liegt im äußersten Nordwesten des Riedenheimer Gemeindegebietes am Stahlbach. Nördlich beginnt die Gemarkung von Tiefenthal, einem Gemeindeteil des Marktes Bütthard. Im Osten erstreckt sich in einiger Entfernung das Gebiet von Gelchsheim, südwestlich liegt Riedenheim. Oberhausen liegt im Süden. Im Westen beginnt das Gebiet von Baden-Württemberg mit dem Main-Tauber-Kreis. Das Dorf Bernsfelden, ein Gemeindeteil von Igersheim, liegt Stalldorf am nächsten.

## Geschichte
Mehrere Hügelgräber in der Umgebung des Dorfes zeugen von der frühen Besiedlung von Stalldorf. Angelegt wurden die Gräber in den Jahren 800 bis 400 vor Christus, als Menschen der Latènekultur in diesem Gebiet lebten. Erstmals urkundlich erwähnt wurde Stalldorf erst im Jahr 1224. Zu Beginn des 17. Jahrhunderts wütete die Pest im Dorf. Auf der Gemarkung von Stalldorf befinden sich insgesamt acht Hof- oder Ortswüstungen. Die Dörfer wurden in der Vergangenheit aufgegeben. Seit dem 1. Mai 1978 ist Stalldorf ein Riedenheimer Gemeindeteil.

## Baudenkmäler
Den Mittelpunkt des Dorfes bildet die katholische Pfarrkirche St. Laurentius. Bereits im 14. Jahrhundert stieg Stalldorf zur Pfarrei auf. Der heutige Bau, den Fürstbischof Julius Echter von Mespelbrunn im Jahr 1617 errichten ließ, entstand im Zuge der Gegenreformation. Im 18. Jahrhundert erneuerte man die Kirche. Im Dorf haben sich mehrere Bildstöcke aus verschiedenen Jahrhunderten erhalten, die von der Volksfrömmigkeit früherer Zeiten zeugen.